# Bawet (wolnomularstwo)
Bawet – w tradycji wolnomularskiej górna trójkątna część fartuszka. U większości lóż masońskich ma znaczenie symboliczne – uczeń pracuje z podniesionym bawetem, wolnomularze wyższych szczebli zaś z opuszczonym.